# Hannes Sirola
Hannes Rikhard Sirola (Hämeenlinna, 18 d'abril de 1890 – Lahti, 5 d'abril de 1985) va ser un gimnasta finlandès que va competir a començaments del segle xx.
El 1912 va prendre part en els Jocs Olímpics d'Estocolm, on va guanyar la medalla de plata en el concurs per equips, sistema lliure del programa de gimnàstica.